# Борисова, Татьяна Михайловна
Татьяна Михайловна Борисова (род. 23 сентября 1951, Быково, Московская область) — советский российский режиссёр-балетмейстер, педагог. Как балетмейстер-постановщик участвовала в работе над спектаклями в России, Италии, Канаде, США, Южной Корее.
С 1995 г. сотрудничала с Государственным Кремлёвским Дворцом. В 1996 г. за новогодний спектакль-представление в Кремле получила Премию Правительства Москвы.

## Биография
С 5 лет занималась танцами в Центральном Доме Культуры железнодорожников, пела в хоре, окончила музыкальную школу по классу фортепиано. Занималась в Народном театре балета при Доме Культуры завода «Серп и молот».
В 1976 году окончила балетмейстерский факультет Московского Государственного Института Культуры по специальности режиссёр балета на курсе, Художественным руководителем которого был народный артист РСФСР, Лауреат Государственной премии РСФСР, профессор, Заведующий кафедрой хореографии МГИКа Игорь Валентинович Смирнов.

### Семья
Муж — Цветков Сергей Владимирович (род. в Москве) — российский театральный режиссёр (окончил ГИТИС). Режиссер-постановщик ряда драматических и музыкальных спектаклей, а также театрализованных представлений, спектаклей и концертов российского и международного уровня.
Дочь — Борисова Анастасия Борисовна, журналист.
Сын — Цветков Иван Сергеевич.

### Творчество
1978—1990 года — балетмейстер и актриса Московского театра пластической драмы. Руководитель театра Гедрюс Казимирович Мацкявичюс. Со спектаклями труппы гастролировала по многим странам мира: США, Италия, Чехословакия, Венгрия, Индия, Франция, Тунис и т. д.
С 1984 года — сотрудничество с московским Драматическим театром имени А. С. Пушкина. Выпущено более 40 спектаклей — «Обручение», «Принцесса Брамбилла», «Блэз», «Призраки», «Супница», «Сон в летнюю ночь», «Проделки Скапена» и другие, с московским театром «Модерн», где участвовала в постановке спектаклей «Петля», «Катерина Ивановна», «Счастливое событие» и других, также с московскими театрами «Эрмитаж», «У Никитских ворот».
С 1986 года — сотрудничество с театром имени Е. Вахтангова и театром имени Моссовета.
С 1990 года — активно работает с хореографическими труппами — Чикагская лига режиссёров и актёров, Монреальская театральная школа, Актёрское общество Флоренции, Сеульский драматический театр.

### Постановки в театрах
Спектакли с постановками балетмейстера Татьяны Михайловны Борисовой были поставлены в театрах:
- МХАТ им. М.Горького (Москва)
- МХТ им. Чехова (Москва)
- Театра им. Е. Вахтангова (Москва)
- Театра имени Моссовета (Москва)
- Театра Сатиры (Москва)
- Театра имени Пушкина (Москва)
- Театра Станиславского (г. Москва)
- Театра имени Маяковского (Москва)
- Театр «Современник» (Москва)
- «Эрмитаж» (г. Москва)
- Московский театр под руководством О.Табакова
- Калужский областной драматический театр
- Академический театр драмы им. Волкова (Ярославль)
- Ярославский государственный театр юного зрителя
- Тульский академический театр драмы
- Краснодарский молодёжный театр
- Одесский украинский театр им. В.Василька
- Русский театр в Эстонии (Таллин)
- Московский драматический театр «Сопричастность»
- Театр «У Никитских ворот» (Москва)
- Московский театр «Модерн»
- Театр Гедрюса Мацкявичюса (Москва)
- «Театр на Покровке» (Москва)
- Московский областной театр юного зрителя

### Спектакли
Как балетмейстер работала над спектаклями:
- «Красивая жизнь»
- «Додо»
- «Гофман»
- «Дама-невидимка»
- «Дядюшкин сон»
- «Жизнь есть сон»
- «Шиворот-навыворот»
- «Шутка мецената»
- «Чума на оба ваши дома»
- «Как вам это полюбится»
- «Сон в летнюю ночь»
- «Блэз»
- «Призраки»
- «Полёт в ритме танго»
- «Если любишь – найди» и др.
- В 2018 году Татьяна Михайловна принимала участие в постановке антрепризного спектакля «Онегин-блюз», театральное агентство «Арт-партнер XXI» (г. Москва)

### Работа в театральных вузах
На протяжении ряда лет Татьяна Михайловна работала педагогом по танцу в театральных ВУЗах Москвы:
- Высшее театральное училище имени М. С. Щепкина
- Театральный институт имени Бориса Щукина
- Всероссийский Государственный Университет Кинематографии им. С. А. Герасимова
- Международный Славянский Институт им. Г.Р.Державина (Актерский факультет)

### Работа в кино
В 2016 году Татьяна Михайловна Борисова работала хореографом-постановщиком сцены Бала в фильме «Анна Каренина. История Вронского». Режиссёр-постановщик фильма народный артист РФ Шахназаров Карен Георгиевич.